# Iulia Hălăucescu
Iulia Hălăucescu (n. 31 martie 1924, Tarcău, Neamț, România – d. 18 decembrie 2007, Piatra-Neamț, Neamț, România) a fost o pictoriță română. 
A absolvit Facultatea de Litere și Filosofie București, Facultatea de Belle-Arte Iași, Institutul Nicolae Grigorescu București și a făcut studii în particular cu pictorul emerit Rudolf Schweitzer-Cumpăna.

A deschis peste 60 de expoziții personale în țară și străinătate, dintre care patru mari restrospective, ultima în 2001 la București, la Parlamentul României, în Sala Brâncuși. A participat la peste 30 de expoziții retrospective organizate de Ministerul Culturii.
Iulia Hălăucescu a marcat printr-o contribuție originală istoria acuarelei românești din ultima jumătate a secolului XX și din primul deceniu al veacului al XXI-lea. S-a consacrat ca un exponent reprezentativ al acestei tehnici a culorilor de apă prin viziunile sale plonjante, mărețe, ilustrate mai ales de ciclul inspirat de șantierul Complexului Hidrotehnic de la Bicaz. Acuarelele Iuliei Hălăucescu se disting, totodată, prin cromatismul lor vibrant, suculent și prin arta de a transforma semnul plastic în metafore, așa cum o reliefează transpunerile din poezia lui Lucian Blaga. Sunt rafinat concepute, cu structuri arhitecturale pregnante. Epicul scenelor, țesut prin tușe viguroase, parcă masculine, se împletește cu un lirism, când luminos, când elegiac, ce scaldă suprafețele colorate printr-o bună stăpânire a acestei tehnici a spontaneității și poeticității. Peisajele Iuliei Hălăucescu au atmosferă și monumentalitate. Florile, o altă sursă mănoasă de inspirație a acuarelistei, încântă prin decorativismul șlefuitorului de nuanțe și impresia de ființe vii. Portretistica sa se înscrie în cadrele realismului psihologic, revelând expresiv interiorități sufletești și de caracter profunde. Virtuozitatea demersului său plastic pe tărâmul unui gen milenar i-a adus cu îndreptățire renumele de „Doamnă a Acuarelei Românești”. Iulia Hălăucescu s-a manifestat cu rezultate notabile și în tehnica uleiului, în săvârșirea căreia se regăsesc, prin densitatea pensulației, influențe din creația lui Rudolf Schweitzer-Cumpăna, primul ei magistru în pictură, dar operele sale de gen au un colorism al transparențelor, afin cu acela al culorilor de apă, marea sa dragoste.   
Mare parte din prolifica sa creație, care numără peste o mie de lucrări,  poate fi admirată în câteva așezăminte muzeale din județul Neamț, vatra baștinei sale și toposul în care și-a dus viața și și-a făurit opera. La Muzeul din Bicaz sunt expuse o sută de lucrări din cele peste două sute, care alcătuiesc „Epopeea Bicazului”, iar la Tarcău, din 16 noiembrie 2003,  120 de acuarele și uleiuri, definitorii pentru stilul și manierea sa de creație,  constituie substanța Donației făcute de artistă satului de natal, în care a preoțit admirabil tatăl, părintele Gheorghe Verșescu, autorul unei monografii a comunei, premiate de Academia Română cu Mențiunea „Udriște Năsturel”. Și în patrimoniul Muzeului de Artă din Piatra Neamț, al cărei ctitor este Iulia Hălăucescu, figurează zeci de creații ale acestei maestre a acuarelei, multe din ele veritabile capodopere ale picturii naționale.    
În ziua de 31 martie 2024, când s-au împlinit o sută de ani de la nașterea, la Tarcău, Neamț, a pictoriței Iulia Hălăucescu, Muzeul de Artă din Piatra Neamț a marcat momentul prin Retrospectiva intitulată „Confesiuni cromatice la Centenar(1924-2024)”. Pe simezele Pinacotecii pietrene au fost expuse 130 de lucrări ale acestei personalități proteice a artelor vizuale românești, acuarele, uleiuri, grafice, ce conturează cuprinzător și definitoriu profilul acestei creatoare, care s-a impus în peisajul național ca promotoare a unui stil personal novator în tehnica culorilor pe apă. Un elegant și substanțial Catalog a fost editat cu prilejul Retrospectivei, menit a da seama peste timp despre această memorabilă celebrare a celei care, viețuind și pictând la Piatra Neamț, a devenit „Doamna acuarelei românești”. 

## Distincții
- Ordinul național „Pentru Merit” în grad de Cavaler (1 decembrie 2000) „pentru realizări artistice remarcabile și pentru promovarea culturii, de Ziua Națională a României”[9]